# Großer Picho
Großer Picho (hornolužickosrbsky Wulki Pichow) je vrch o nadmořské výšce 498 m na území hornolužického města Wilthen (místní část Tautewalde) v zemském okrese Budyšín v Sasku.

## Název
Pojmenování Wulki Pichow a z něj odvozená německá verze Großer Picho pochází z 19. století. Pichow je v hornolužické srbštině zastaralé slovo označující kopec či místo spálené požárem. Přídavné jméno wulki, respektive großer (česky velký) odlišuje vrch od nedalekého kopce Mały Pichow, respektive Kleiner Picho (455 m).

## Přírodní poměry
Jižní a jihovýchodní svahy, včetně vrcholu, náleží k městu Wilthen (místní části Taurewalde a Wilthen), severní část vrchu pak náleží k obci Doberschau-Gaußig (místní části Dretschen a Arnsdorf). Vrch leží v německé části Šluknovské pahorkatiny (Lausitzer Bergland) a její mesogeochoře Severní hornolužická vrchovina (Nördliches Oberlausitzer Bergland). Při severozápadním úpatí končí Šluknovská pahorkatina a začíná nejvýchodnější cíp Západolužické pahorkatiny a vrchoviny. Geologické podloží tvoří hybridní dvojslídý granodiorit, který je narušen žílou doleritu. Na severozápadním svahu se nachází starý kamenolom, menší kamenolom leží nedaleko vrcholu. Převažujícím půdním typem je podzolová kambizem, v dolních částech svahů se vyskytuje též erodovaná parakambizem, pseudoglej a regosol. Při jižním úpatí pramení a východním směrem odtéká Butterwasser, při severním svahu pramení a protéká Langes Wasser. Oba vodní toky patří k povodí Sprévy, pouze jihozápadní svah náleží k povodí Wesenitz. Celý vrch tak náleží k povodí Labe a k úmoří Severního moře. Většina vrchu je porostlá převážně smíšeným lesem, pouze dolní části svah mají zemědělské využití. Großer Picho leží v chráněné krajinné oblasti Oberlausitzer Bergland a na jižních až východních svazích se rozkládá evropsky významná lokalita Buchenwaldgebiet Wilthen.

## Stavby
Nedaleko vrcholu stojí budova restaurace nazývaná Pichobaude, která byla postavena roku 1927 na místě dřevěného kiosku a roku 1929 rozšířena. Do dnešní doby byla přestavěna v roce 1938. Ve vrcholové části stojí také vysílač.

## Turistika
K vrcholu vedou celkem čtyři turistické stezky a další se na ně napojují v bezprostředním okolí vrchu. Zeleně značená trasa spojuje Großer Picho s Budyšínem, modrá trasa jej spojuje s významnými vrchy severní části Šluknovské pahorkatiny, žlutá a červená (Pumphut-Steig) pak směřují k okolním sídlům.

## Galerie

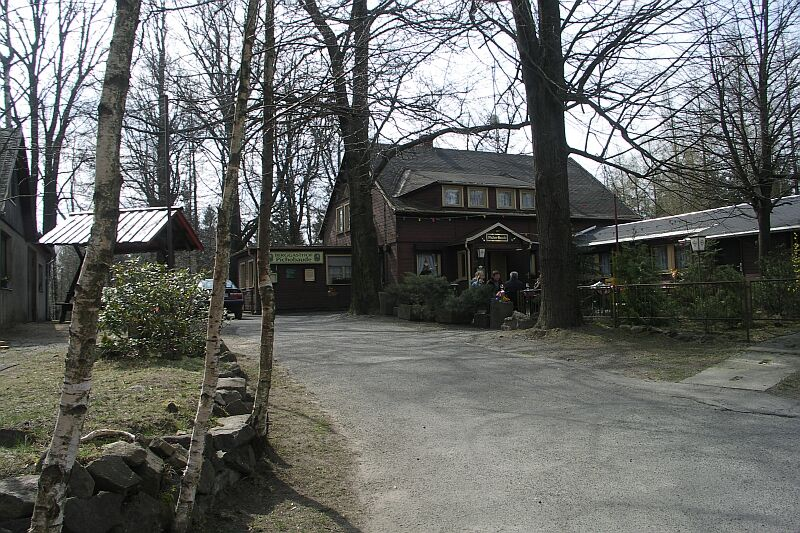
Restaurace